# 1933 a jogalkotásban
1933-ban az alábbi jogszabályokat alkották meg:

## Magyarország

### Törvények
- 1933. évi I. törvénycikk   A vasúti árufuvarozás tárgyában Bernben 1924. évi október hó 23-án aláírt Nemzetközi Egyezményhez tartozó Kiegészítő Okmány becikkelyezéséről
- 1933. évi II. törvénycikk Állami kölcsön felvételéről
- 1933. évi III. törvénycikk A rabszolgaság tárgyában Genfben, 1926. évi szeptember hó 25-én kelt nemzetközi egyezmény becikkelyezéséről
- 1933. évi IV. törvénycikk A vízitársulati munkálatok által védett vasutak, utak, csatornák, körtöltések és épületek tulajdonosai terhére az 1884:XIV. tc. 15. §-a, az 1885:XV. tc. 5. §-a, és az 1885:XXIII. tc. 110. §-a alapján kiszabott évi hozzájárulásoknak pengőértékben való megállapításáról és az említett törvényszakaszoknak módosításáról
- 1933. évi V. törvénycikk A gazdasági munkaszerződéseken alapuló követelések védelméről
- 1933. évi VI. törvénycikk A nyersbőrök, illetve csontok kivitele tárgyában 1928. évi július hó 11-én Genfben kelt és az 1929. évi XLI., illetve XLII. törvénycikkekbe iktatott kétrendbeli nemzetközi Megállapodás életbeléptetésére vonatkozóan 1929. évi szeptember hó 11-én Genfben aláírt kétrendbeli Jegyzőkönyv becikkelyezéséről
- 1933. évi VII. törvénycikk A hadirokkantak és más hadigondozottak ellátásáról
- 1933. évi VIII. törvénycikk A kábítószerek gyártásának korlátozása és forgalombahozatalának szabályozása tárgyában Genfben 1931. évi július hó 13-án kelt nemzetközi egyezmény becikkelyezéséről
- 1933. évi IX. törvénycikk Az 1933/34. évi költségvetésről
- 1933. évi X. törvénycikk A gazdasági és hitelélet rendjének, továbbá az államháztartás egyensúlyának biztosításáról alkotott 1931:XXVI. törvénycikkben a minisztériumnak adott felhatalmazás további meghosszabbításáról
- 1933. évi XI. törvénycikk A pénzhamisítás elnyomásáról szóló nemzetközi egyezmény becikkelyezése tárgyában
- 1933. évi XII. törvénycikk A tartozások és követelések, valamint a magyar honosok olaszországi javainak felszámolása tárgyában 1932. évi november hó 12-én Rómában kelt magyar-olasz egyezmény becikkelyezéséről
- 1933. évi XIII. törvénycikk A Vegyes Döntőbíróság tárgyában 1932. évi november hó 12-én Rómában kelt magyar-olasz egyezmény becikkelyezéséről
- 1933. évi XIV. törvénycikk Az 1924. évi március hó 27-én kelt egyezménynek a budapesti Első Magyar Általános Biztosító Társaságra való alkalmazása tárgyában 1932. évi november hó 12-én Rómában kelt magyar-olasz egyezmény becikkelyezéséről
- 1933. évi XVI. törvénycikk Egyes pénzügyi kérdések tárgyában 1932. évi november hó 12-én Rómában kelt magyar-olasz megegyezés és nyilatkozat becikkelyezéséről
- 1933. évi XVI. törvénycikk A közigazgatás rendezéséről szóló 1929:XXX. törvénycikk módosításáról és kiegészítéséről
- 1933. évi XVII. törvénycikk Az üzleti hirdetések korlátozása és a tisztességtelen versenyről szóló 1923:V. törvénycikk módosítása tárgyában
- 1933. évi XVIII. törvénycikk A földbirtokrendezés befejezésére vonatkozó rendelkezések kiegészítéséről
- 1933. évi XIX. törvénycikk Az European Gas & Electric Company londoni és newyorki cég által alapítandó magyar részvénytársaság részére biztosított adó- és illetékkedvezmények tárgyában
- 1933. évi XX. törvénycikk A m. kir. szabadalmi bíróság bíráinak és hivatalnokainak felelősségéről
- 1933. évi XXI. törvénycikk Az ipari és mezőgazdasági kiállításokról és árumintavásárokról
- 1933. évi XXII. törvénycikk A pénzügyminiszter bányahatósági jogkörének a kereskedelemügyi miniszterre átruházása tárgyában
- 1933. évi XXIII. törvénycikk Az alkotmányosság helyreállításáról és az állami főhatalom ideiglenes rendezéséről szóló 1920:I. tc. 13. §-ának újabb módosításáról
- 1933. évi XXIV. törvénycikk A szeszcsempészetnek a tengeren való megakadályozása tárgyában 1932. évi november hó 23-án Budapesten kelt magyar-finn megállapodás becikkelyezéséről
- 1933. évi XXV. törvénycikk A Rómában 1932. évi július hó 5. napján kelt magyar-olasz légiforgalmi egyezmény becikkelyezéséről
- 1933. évi XXVI. törvénycikk A Bukarestben 1932. évi szeptember hó 28-án kelt magyar-román vasúti határállomási Egyezmény becikkelyezéséről
- 1933. évi XXVII. törvénycikk A gazdatartozások rendezésével kapcsolatos hitelműveletekről, valamint egyes közmunkák költségeinek fedezéséről
- 1933. évi XXVIII. törvénycikk A Magyar Nemzeti Bank létesítéséről és szabadalmáról szóló 1924. évi V. törvénycikk kiegészítéséről és módosításáról